# Cratere Demodocus
Demodocus è un cratere sulla superficie di Teti.